# サンセベリア

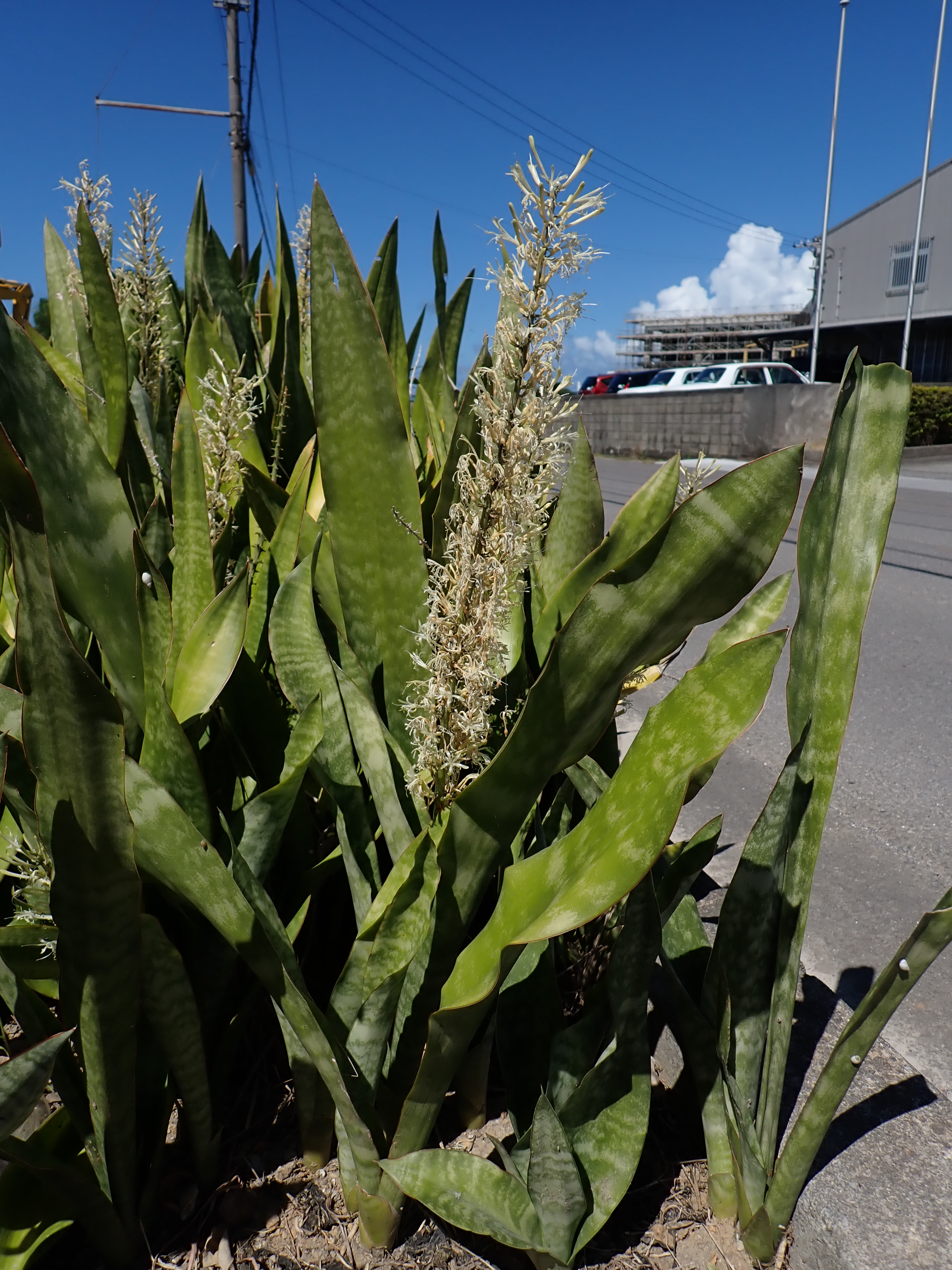
サンセベリアの花
（沖縄県石垣市 植栽）

サンセベリア（学名: Dracaena trifasciata; シノニム: Sansevieria trifasciata）は、スズラン亜科（新エングラー体系などではリュウゼツラン科、APG IIIではキジカクシ科）ドラセナ属の多年草。かつてはチトセラン属（Sansevieria）であった 。本来サンセベリアはチトセラン属に属する種全般を指すが、そのうちのサンセベリア・トリファスキアータ（S. trifasciata）が慣用的に単にサンセベリアと多く呼ばれる。標準和名はアツバチトセラン（厚葉千歳蘭）。適切な読み方ではないが、慣用的にサンスベリアとも呼ばれる。
園芸用の観葉植物としてよく流通しており、フクリンチトセラン（覆輪千歳蘭、学名: S. trifasciata cv. 'Laurentii'）、マルバチトセラン（丸葉千歳蘭、学名: S. trifasciata cv. 'Hahnii'）などの品種が知られている。（なお、チトセラン属においてはサンセベリア・トリファスキアータ以外の種も観賞用に栽培されているが、何の種なのかの記述について曖昧なものが多い状態にあるので購入等を行う際には対象がどの種なのかについて多少注意を要する。）
1903年にデーヴィッド・プレインにより『ベンガルの植物』第2巻で記載されて以来 Sansevieria trifasciata の学名で知られてきたが、デーヴィッド・マッバーリー（David Mabberley）による2017年の『マッバーリーの植物本』（英: Mabberley's Plant-book）第4版1101頁でドラセナ属に移す学説が発表され、キュー植物園の「特定の植物の科の世界チェックリスト」（英: World Checklist of Selected Plant Families）でもこの見解が受容されている。
- 花言葉 「永久」「不滅」[要出典]

## 特徴
主な原産地はアフリカ（ナイジェリア・コンゴ民主共和国）の乾燥地帯である。地中からロゼット状に立ち上がる葉は肉厚で先がとがる。
その他タンザニアやエチオピア等も有名である。
多肉植物あるいは観葉植物として扱われる。草本で、茎は地下にあって横に這い、葉だけを地上に出す。種によっては根出葉が多少ロゼット状になって、草らしい形に見えるが、S. trifasciata などは、横に這う茎から、少しずつ間を開けて葉をつけ、それが地上に長く直立するので、板のような葉だけが立ち並んだ姿となる。葉に緑色の濃淡による横縞模様があるのが虎の尾蘭の名前の由来である。
葉の間から花茎が出て目立たない小さな花が咲く。花・蕾の細い茎の基部には蜜腺があり、透明な小さな蜜の玉が下がる。
日本に持ち込まれたのは明治の中程から末までの頃とされ、長く本属では本種のみが栽培されてきた。ただし昭和初年に導入された本種の黄色覆輪品であるフクリンチトセラン（ローレンチー S. trifasciata 'Laurentii'）の方がより多く普及している。

## 利用
葉を鑑賞するために観葉植物として栽培され、斑入りなどの園芸品種が多い。多肉植物だけに乾燥に強く、水不足で葉がしおれることはあってもなかなか枯死しない。また、日照不足に強いのも特徴である。ただし低温と過湿には弱く、水のやりすぎなどで根腐れを起こすと葉が黄白色に変色して抜け、枯死してしまう。
沖縄県内では庭園や街路へ植栽される。
冬は室内に入れ、水は与えない方がよい。根っこが水を吸わないため、根腐れを起こすことがある。土から出して（根を日光などに当てないように）良く乾燥させ新聞紙などでくるみ、暖かい場所で越冬させることができる。
暖かくなってきたらまた地面に挿すと成長し始める。葉が多く出るようになったら株分けで増やすことができる。葉挿しでも根着くが、斑入り品種では斑がなくなってしまう。葉挿しのやり方は、綺麗な傷んでいない元気な葉を5 cmぐらいの間隔で切り、上下を間違えないようにそのまま地面に挿せばよい。ただ株分けで増やす場合、葉先に触れると葉が傷んでしまうので注意が必要である。
空気清浄能力がうたわれたりする事があるが、本種はCAM型光合成を行うため、同能力がある植物に特徴的な暗所における二酸化炭素吸収能力はあっても、空気清浄能力は他の空気清浄能力がうたわれる観葉植物各種と比べて高くない。葉が厚いために葉単位面積あたりでの光合成量こそ高いものの、空気清浄能力についてはあまり期待できない。
（なお、サンセベリアはマイナスイオンの放出が多い、という事が言われる事があるが、その様な負イオンの物質は植物が自身の防御のために発生させる場合により人体に問題ある物質である可能性がある事から（例えば植物がシュウ酸イオン（C2O42-）を空気中に発している事もあり得るが、シュウ酸イオンも負イオンでありマイナスイオンとして扱われうるものである。）、具体的な物質と証拠が明らかでない場合、その様なマイナスイオンについては（サンセベリアについての場合も含めて）無条件に良いものと見なさない方が良い。

## 園芸品種など
多くの園芸品種がある。代表的なもののみ挙げる。
- フクリンチトセラン S. trifasciata 'Laurentii'：原種と形態的にはほぼ同じで、葉の両側に黄色の覆輪が入る。また葉面の模様も規則正しい。
- キフチトセラン S. trifasciata 'Craigii'：葉の縁に黄色の斑が入る点では上記品種に似るが、より小型で葉幅が広い。
- ハーニー S. trifasciata 'Hahnii'：矮小型の代表的なもの。1939年代にフクリンチトセランの枝変わりとして生じた[8]。葉は長さ20-25 cmほどにしかならず、葉が互いに重なって広がり、はっきりしたロゼット状となる。この品種の覆輪など更に葉変わりした品種もある。

本種の葉から取れる繊維はアフリカなどでは利用されており、それを目的とする本種を使った種間交配品も存在する。